# Helius (Helius) subfasciatus
Helius (Helius) subfasciatus is een tweevleugelige uit de familie steltmuggen (Limoniidae). De soort komt voor in het Oriëntaals gebied.